# Muxing
Muxing (chinois : 木星, pinyin : mùxīng, litt. « étoile de bois ») ou Suixing (chinois : 岁星, pinyin : suìxīng, litt. « étoile de l'année ») est, en astronomie chinoise,  un des noms traditionnels donné à la planète Jupiter.

## Référence
- (en) Francis Richard Stephenson et David A. Green, Historical supernovae and their remnants, Oxford, Oxford University Press, 2002, 252 p. (ISBN 0198507666), pages 218 à 222.